# Оршанский повет
Орша́нский пове́т (пол. Powiat orszański) — административная единица в составе Витебского воеводства Великого княжества Литовского с 1566 по 1793 годы. Центр повета — город Орша, в 1772—1793 — Холопеничи. Повет граничил на северо-востоке с Витебским поветом, на северо-западе — с Полоцким воеводством, на востоке — с Минским поветом, на юге — с Речицким поветом, на юго-востоке — с Мстиславским воеводством, на северо-востоке — со Смоленским воеводством.
В состав повета входили Оршанское градское, Бабиновичское, Борисовское, Велятичское, Любавицкое, Любашинское, Могилёвское и Свислочское староства, а также частные владения. Среди крупных городов повета были Орша, Могилёв, Друцк, Борисов, Шклов, Копысь, Быхов, Чаусы и Чериков.

## История
Оршанское наместничество (также неофициально повет), созданное в 1392, вошло в состав Витебского воеводства в 1508 году.
Повет был создан в 1566 году в ходе административной реформы в Великом княжестве Литовском, при этом в его состав вошли Оршанское наместничество и Друцкое княжество Витебского воеводства, Лукомльская волость Полоцкого воеводства, Хорецкое и Могилёвское наместничества, части Борисовского, Свислочского, Бобруйского наместничеств и Мстиславского княжества и Быховское княжество из состава Виленского воеводства.
Самым крупным городом повета и воеводства (и вторым по величине в Литве после Вильны в XVII в.) был Могилёв на Днепре — крупный торгово-транспортный центр, известный с 1270 г. С 1561 г. он имел особые права и независимость от воевод, старост и других чиновников (магдебургское право) и вместе с окрестностями (с 1589 г. составлявшими Могилёвскую экономию) относился к коронным землям.
Несмотря на продвижение униатства, этот регион в конфессиональном плане оставался православным, и в 1634 Владислав IV разрешил создать единственную в то время в Белоруссии православную епархию с центром в Могилёве. При этом уже в 1669 г. в повете действовало 17 римско-католических костёлов.
В середине XVII века в повете было 67 600 крестьянских хозяйств, а население составляло 540 800 человек. По этому показателю Оршанский повет был одним из крупнейших в своё время в Великом княжестве Литовском. В 1775 в нём насчитывалось 8819 дымов.
В 1772 году в ходе первого раздела Речи Посполитой бо́льшая часть повета была присоединена к Российской империи, центр повета был перенесён в Холопеничи. Повет был окончательно ликвидирован в 1793 году после присоединения оставшейся части его территории к Российской империи в ходе второго раздела Речи Посполитой.

## Урядники
Повет посылал двух послов на вальный сейм Речи Посполитой и двух депутатов в Главный трибунал. В Орше собирались поветовые сеймики — местные сословно-представительные органы. Там же находились подкоморный, земский и гродский суды.
В большинстве своём сенаторские должности занимали представители средней шляхты. Также обстояло дело и со старостами. Земские чины, как и везде, также занимала средняя шляхта, для которой они служили показателями положения в обществе.
Оршанские наместники-старосты и старосты
- 1501—1538: Фёдор Заславский
- 1538—1546: В. Ю. Друцкий-Толочинский
- 1546—1558: А. И. Друцкий-Озерецкий
- 1559—1560: Пётр Корсак
- 1560—1566: Андрей Одинцевич
- 1566—1587: Филон Кмита-Чернобыльский
- 1588—1611: Андрей Сапега
- 1613—1635: Александр Дажбог Сапега
- 1635—1650: Григорий Юрий Друцкий-Горский[бел.]
- 1650—1651: Михаил Друцкий-Горский
- 1651—1656: Казимир Лев Сапега
- с 1701: Ежи Иероним Кришпин-Киршенштейн
- 1723—1742: Александр Юзефович-Глебицкий[тарашк.]
- до 1793 : Иоахим Игнатий Юзеф Литавор-Хрептович[3]

Оршанские подстаросты
- 1577: Иван Сапега[5]
- 1578: Василий Тяпинский
- 1599: П. Кублицкий
- 1614: А. Подберезский
- 1625—1634: Иван Друцкий-Любецкий
- 1651: Петр Галимский

Оршанские поветовые маршалки
- 1569—1575: Павел Друцкой-Соколинский
- 1575—1585: Тимофей Друцкой-Соколинский
- с 1585: Р. Подберезский
- 1591: Богдан Лукомский
- 1591—1605: Михаил Друцкой-Соколинский
- 1605—1619: Григорий Юрий Друцкий-Горский[бел.]
- 1619: И. Курч
- 1620: Самуил Симион Сангушка
- 1622—1648: Ян Друцкой-Соколинский
- 1653: Петр Галимский
- 1665: Михал Кароль Друцкий-Соколинский[6]
- 1771: Николай Саба Данилович-Храповицкий[7]
- после 1772: Антоний Данилович-Храповицкий
- 1792: Тадеуш Пржысецкий (пол.)

Оршанские хорунжие
- 1629—1631: Богдан Статкевич-Завирский[5]
- 1639: Ю. Горский
- 1640—1644: Самуил Головчинский
- 1644—1658: Николай Головчинский
- с 1658: Самуил Кмитич
- 1765: Юрий Казимир Галиновский[8]
- 1792: Михал Зброевский[8]

Оршанские земские судьи
- 1580—1591: Богдан Лукомский
- 1599—1615: А. В. Воропай
- 1620—1625: И. Б. Лукомский
- 1635: И. Цехановецкий
- 1638—1642: М. Баратынский

## После разделов
В начале XX века территории Оршанского повета соответствовали Сенненский, Оршанский, Могилёвский, Горецкий уезды, бо́льшая часть Чаусского и Быховского и западные части Мстиславского и Чериковского уездов Могилёвской губернии и восточные части Борисовского, Игуменского и северо-восточная часть Бобруйского уездов Минской губернии.